# Tautumeitas
Tautumeitas es un grupo musical letón formado en Riga en 2015.

## Historia
El grupo saltó a la fama en 2017 con el lanzamiento del álbum Lai māsiņa rotājās!, realizado en colaboración con la banda letona Auļi. El álbum, compuesto por trece temas y dedicado a compromisos y bodas, está inspirado en la música folclórica tradicional de la región del Báltico. Además, fue galardonado con el Zelta Mikrofons al mejor álbum folk de 2017. Al año siguiente, Tautumeitas lanzó su álbum debut homónimo.
En noviembre de 2024, fueron anunciadas entre los veinte participantes de Supernova 2025, el evento que selecciona cada año al representante de Letonia en el Festival de la Canción de Eurovisión, donde interpretaron el tema Bur man laimi. Después de haber superado la semifinal del 1 de febrero de 2025, también obtuvieron el mayor número de puntos en la noche de la final del 8 de febrero, convirtiéndose en las representantes de Letonia en el Festival de la Canción de Eurovisión 2025, celebrado en Basilea, Suiza.

## Miembros
Actuales
- Asnate Rancāne – voz, violín
- Aurēlija Rancāne – voz, batería
- Laura Vārpiņa – voz, percusión
- Laura Marta Līcīte – voz, violín, percusión
- Gabriēla Zvaigznīte – voz

Anteriores
- Ilona Dzērve – voz, acordeón
- Lauma Bērza – voz, violín
- Laura Bužinska – voz

## Discografía

### Álbumes de estudio
- 2017 – Lai māsiņa rotājās! (con los Auļi)
- 2018 – Tautumeitas
- 2019 – Dziesmas no Aulejas
- 2022 – Skrejceļš
- 2025 - Zem Saules / Under The Solar Spell

### Sencillos
- 2017 – Lai māsiņa rotājās! (con los Auļi)
- 2021 – Guli Guli
- 2022 – Muoseņa (con Renārs Kaupers)
- 2024 – Spodrē manu augumiņu
- 2024 – Danco, Jāni
- 2024 – Kas dimd
- 2025 – Bur man laimi

Como colaboraciones
- 2021 – Tur, kur Dieva kamanas slīd (Brainstorm feat. Tautmeitas)